# Saison 2016-2017 des Knicks de New York
La saison 2016-2017 des Knicks de New York est la 71e saison de la franchise en NBA. 

## Draft
Aucun choix de draft cette année.

## Summer League
| Summer League Total: 2-3 |

| Match | Date match | Équipe        | Score        | Meilleur marqueur   | Meilleur rebondeur   | Meilleur passeur       | Lieux        | Série |
| ----- | ---------- | ------------- | ------------ | ------------------- | -------------------- | ---------------------- | ------------ | ----- |
| 1     | 2 juillet  | Détroit       | D 49-81      | DaJuan Summers (12) | Louis Labeyrie (6)   | Souleymane Diabate (4) | Amway Center | 0 - 1 |
| 2     | 3 juillet  | Miami         | D 48-74      | Ron Baker (12)      | Marshall Plumlee (7) | Souleymane Diabate (4) | Amway Center | 0 - 2 |
| 3     | 5 juillet  | L.A. Clippers | V 92-84 (OT) | Chasson Randle (24) | Marshall Plumlee (6) | Chasson Randle (5)     | Amway Center | 1 - 2 |
| 4     | 6 juillet  | Orlando White | D 90-95      | Ron Baker (22)      | Ron Baker (9)        | Ron Baker (5)          | Amway Center | 1 - 3 |
| 5     | 8 juillet  | L.A. Clippers | V 106-77     | Ron Baker (20)      | Louis Labeyrie (12)  | Chasson Randle (6)     | Amway Center | 2 - 3 |

## Pré-saison
| Pré-saison Total: 4-2 (Domicile : 3-1 ; Extérieur : 1-1) |

| Match | Date match | Équipe     | Score     | Meilleur marqueur       | Meilleur rebondeur     | Meilleur passeur      | Lieux Spectateurs     | Série |
| ----- | ---------- | ---------- | --------- | ----------------------- | ---------------------- | --------------------- | --------------------- | ----- |
| 1     | 4 octobre  | @ Houston  | D 103-130 | Kristaps Porziņģis (22) | Kyle O'Quinn (9)       | Derrick Rose (5)      | Toyota Center         | 0 - 1 |
| 2     | 8 octobre  | Brooklyn   | V 116-98  | Carmelo Anthony (16)    | Kristaps Porziņģis (6) | Brandon Jennings (5)  | Madison Square Garden | 1 - 1 |
| 3     | 10 octobre | Washington | V 90-88   | Carmelo Anthony (19)    | Kristaps Porziņģis (6) | Hernangómez, Lee (3)  | Madison Square Garden | 2 - 1 |
| 4     | 15 octobre | Boston     | D 107-119 | Carmelo Anthony (15)    | Joakim Noah (5)        | Jennings, Holiday (5) | Madison Square Garden | 2 - 2 |
| 5     | 19 octobre | @ Boston   | V 121-96  | Kristaps Porziņģis (20) | Joakim Noah (7)        | Ron Baker (5)         | TD Garden             | 3 - 2 |
| 6     | 20 octobre | @ Brooklyn | V 116-111 | Carmelo Anthony (21)    | Kyle O'Quinn (7)       | Brandon Jennings (6)  | Barclays Center       | 4 - 2 |

## Saison régulière
| Saison régulière Total: 31-51 (Domicile : 19-22 ; Extérieur : 12-29) |

| Match | Date match | Équipe      | Score     | Meilleur marqueur       | Meilleur rebondeur     | Meilleur passeur     | Lieux Spectateurs     | Série |
| ----- | ---------- | ----------- | --------- | ----------------------- | ---------------------- | -------------------- | --------------------- | ----- |
| 1     | 25 octobre | @ Cleveland | D 88-117  | Carmelo Anthony (19)    | Kristaps Porziņģis (7) | Brandon Jennings (5) | Quicken Loans Arena   | 0 - 1 |
| 2     | 29 octobre | Memphis     | V 111-104 | Kristaps Porziņģis (21) | Joakim Noah (10)       | Joakim Noah (7)      | Madison Square Garden | 1 - 1 |

| Match | Date match   | Équipe        | Score          | Meilleur marqueur       | Meilleur rebondeur      | Meilleur passeur      | Lieux Spectateurs       | Série |
| ----- | ------------ | ------------- | -------------- | ----------------------- | ----------------------- | --------------------- | ----------------------- | ----- |
| 3     | 1er novembre | @ Détroit     | 89-102         | Carmelo Anthony (24)    | Joakim Noah (12)        | Joakim Noah (8)       | Palace of Auburn Hills  | 1 - 2 |
| 4     | 2 novembre   | Houston       | D 99-118       | Carmelo Anthony (21)    | Kristaps Porziņģis (8)  | Noah, Rose (4)        | Madison Square Garden   | 1 - 3 |
| 5     | 4 novembre   | @ Chicago     | V 117-104      | Kristaps Porziņģis (27) | Joakim Noah (9)         | Derrick Rose (11)     | United Center           | 2 - 3 |
| 6     | 6 novembre   | Utah          | D 109-114      | Anthony, Porziņģis (28) | Carmelo Anthony (9)     | Derrick Rose (8)      | Madison Square Garden   | 2 - 4 |
| 7     | 9 novembre   | Brooklyn      | V 110-96       | Carmelo Anthony (22)    | Kristaps Porziņģis (8)  | Brandon Jennings (11) | Madison Square Garden   | 3 - 4 |
| 8     | 11 novembre  | @ Boston      | D 87-115       | Kristaps Porziņģis (14) | Willy Hernangómez (12)  | Derrick Rose (6)      | TD Garden               | 3 - 5 |
| 9     | 12 novembre  | @ Toronto     | D 107-118      | Carmelo Anthony (31)    | Joakim Noah (18)        | Brandon Jennings (5)  | Air Canada Centre       | 3 - 6 |
| 10    | 14 novembre  | Dallas        | V 93-77        | Anthony, Porziņģis (24) | Kristaps Porziņģis (11) | Derrick Rose (5)      | Madison Square Garden   | 4 - 6 |
| 11    | 16 novembre  | Détroit       | V 105-102      | Kristaps Porziņģis (35) | Joakim Noah (15)        | Brandon Jennings (7)  | Madison Square Garden   | 5 - 6 |
| 12    | 17 novembre  | @ Washington  | D 112-119      | Derrick Rose (27)       | Porziņģis, Noah (7)     | Brandon Jennings (10) | Verizon Center          | 5 - 7 |
| 13    | 20 novembre  | Atlanta       | V 114-94       | Carmelo Anthony (31)    | Kristaps Porziņģis (11) | Derrick Rose (7)      | Madison Square Garden   | 6 - 7 |
| 14    | 22 novembre  | Portland      | V 107-103      | Kristaps Porziņģis (31) | Kristaps Porziņģis (9)  | Brandon Jennings (11) | Madison Square Garden   | 7 - 7 |
| 15    | 25 novembre  | Charlotte     | V 113-111 (OT) | Carmelo Anthony (35)    | Carmelo Anthony (14)    | Anthony, Rose (5)     | Madison Square Garden   | 8 - 7 |
| 16    | 26 novembre  | @ Charlotte   | D 102-107      | Kristaps Porziņģis (25) | Trois joueurs (8)       | Derrick Rose (8)      | Time Warner Cable Arena | 8 - 8 |
| 17    | 28 novembre  | Oklahoma City | D 103-112      | Derrick Rose (30)       | Carmelo Anthony (8)     | Noah, Rose (4)        | Madison Square Garden   | 8 - 9 |
| 18    | 30 novembre  | @ Minnesota   | V 106-104      | Kristaps Porziņģis (29) | Porziņģis, O'Quinn (8)  | Brandon Jennings (7)  | Target Center           | 9 - 9 |

| Match | Date match  | Équipe             | Score          | Meilleur marqueur       | Meilleur rebondeur          | Meilleur passeur      | Lieux Spectateurs          | Série   |
| ----- | ----------- | ------------------ | -------------- | ----------------------- | --------------------------- | --------------------- | -------------------------- | ------- |
| 19    | 2 décembre  | Minnesota          | V 118-114      | Carmelo Anthony (29)    | Kyle O'Quinn (13)           | Brandon Jennings (8)  | Madison Square Garden      | 10 - 9  |
| 20    | 4 décembre  | Sacramento         | V 106-98       | Anthony, Rose (20)      | Kristaps Porziņģis (14)     | Derrick Rose (6)      | Madison Square Garden      | 11 - 9  |
| 21    | 6 décembre  | @ Miami            | V 114-103      | Carmelo Anthony (35)    | Kristaps Porziņģis (12)     | Brandon Jennings (9)  | American Airlines Arena    | 12 - 9  |
| 22    | 7 décembre  | Cleveland          | D 94-126       | Brandon Jennings (16)   | O'Quinn, Hernangómez (7)    | Courtney Lee (5)      | Madison Square Garden      | 12 - 10 |
| 23    | 9 décembre  | @ Sacramento       | V 103-100      | Carmelo Anthony (33)    | Kyle O'Quinn (11)           | Brandon Jennings (7)  | Golden 1 Center            | 13 - 10 |
| 24    | 11 décembre | @ L.A. Lakers      | V 118-112      | Kristaps Porziņģis (26) | Porziņģis, Hernangómez (12) | Carmelo Anthony (7)   | Staples Center             | 14 - 10 |
| 25    | 13 décembre | @ Phoenix          | D 111-113 (OT) | Kristaps Porziņģis (34) | Kyle O'Quinn (14)           | Anthony, Jennings (5) | Talking Stick Resort Arena | 14 - 11 |
| 26    | 15 décembre | @ Golden State     | D 90-103       | Justin Holiday (15)     | Noah, Hernangómez (10)      | Brandon Jennings (6)  | Oracle Arena               | 14 - 12 |
| 27    | 17 décembre | @ Denver           | D 114-127      | Carmelo Anthony (29)    | Willy Hernangómez (10)      | Brandon Jennings (7)  | Pepsi Center               | 14 - 13 |
| 28    | 20 décembre | Indiana            | V 118-111      | Carmelo Anthony (35)    | Joakim Noah (11)            | Rose, Jennings (6)    | Madison Square Garden      | 15 - 13 |
| 29    | 22 décembre | Orlando            | V 106-95       | Derrick Rose (19)       | Kyle O'Quinn (16)           | Brandon Jennings (12) | Madison Square Garden      | 16 - 13 |
| 30    | 25 décembre | Boston             | D 114-119      | Carmelo Anthony (29)    | Noah, Porziņģis (12)        | Derrick Rose (3)      | Madison Square Garden      | 16 - 14 |
| 31    | 28 décembre | @ Atlanta          | D 98-102 (OT)  | Derrick Rose (26)       | Joakim Noah (16)            | Derrick Rose (6)      | Philips Arena              | 16 - 15 |
| 32    | 30 décembre | @ Nouvelle-Orléans | D 92-104       | Carmelo Anthony (26)    | Carmelo Anthony (13)        | Justin Holiday (4)    | Smoothie King Center       | 16 - 16 |
| 33    | 31 décembre | @ Houston          | D 122-129      | Brandon Jennings (32)   | Joakim Noah (16)            | Jennings, Rose (7)    | Toyota Center              | 16 - 17 |

| Match | Date match | Équipe           | Score           | Meilleur marqueur       | Meilleur rebondeur     | Meilleur passeur      | Lieux Spectateurs         | Série   |
| ----- | ---------- | ---------------- | --------------- | ----------------------- | ---------------------- | --------------------- | ------------------------- | ------- |
| 34    | 2 janvier  | Orlando          | D 103-115       | Carmelo Anthony (19)    | Joakim Noah (10)       | Rose, Jennings (4)    | Madison Square Garden     | 16 - 18 |
| 35    | 4 janvier  | Milwaukee        | D 104-105       | Carmelo Anthony (30)    | Joakim Noah (16)       | Carmelo Anthony (7)   | Madison Square Garden     | 16 - 19 |
| 36    | 6 janvier  | @ Milwaukee      | V 116-111       | Carmelo Anthony (26)    | Joakim Noah (9)        | Carmelo Anthony (10)  | BMO Harris Bradley Center | 17 - 19 |
| 37    | 7 janvier  | @ Indiana        | D 109-123       | Anthony, Jennings (17)  | Joakim Noah (6)        | Carmelo Anthony (5)   | Bankers Life Fieldhouse   | 17 - 20 |
| 38    | 9 janvier  | Nouvelle-Orléans | D 96-110        | Brandon Jennings (20)   | Joakim Noah (10)       | Jennings, Baker (4)   | Madison Square Garden     | 17 - 21 |
| 39    | 11 janvier | @ Philadelphie   | D 96-110        | Carmelo Anthony (28)    | Kyle O'Quinn (15)      | Lee, Rose (4)         | Wells Fargo Center        | 17 - 22 |
| 40    | 12 janvier | Chicago          | V 104-89        | Carmelo Anthony (23)    | Joakim Noah (15)       | Carmelo Anthony (6)   | Madison Square Garden     | 18 - 22 |
| 41    | 15 janvier | @ Toronto        | D 101-116       | Carmelo Anthony (18)    | Willy Hernangómez (13) | Brandon Jennings (7)  | Air Canada Centre         | 18 - 23 |
| 42    | 16 janvier | Atlanta          | D 107-108       | Carmelo Anthony (30)    | Joakim Noah (17)       | Derrick Rose (9)      | Madison Square Garden     | 18 - 24 |
| 43    | 18 janvier | @ Boston         | V 117-106       | Derrick Rose (30)       | Willy Hernangómez (11) | Courtney Lee (7)      | TD Garden                 | 19 - 24 |
| 44    | 19 janvier | Washington       | D 110-113       | Carmelo Anthony (34)    | Carmelo Anthony (10)   | Brandon Jennings (5)  | Madison Square Garden     | 19 - 25 |
| 45    | 21 janvier | Phoenix          | D 105-107       | Carmelo Anthony (31)    | Joakim Noah (15)       | Carmelo Anthony (6)   | Madison Square Garden     | 19 - 26 |
| 46    | 23 janvier | @ Indiana        | V 109-103       | Carmelo Anthony (26)    | Willy Hernangómez (10) | Rose, Jennings (6)    | Bankers Life Fieldhouse   | 20 - 26 |
| 47    | 25 janvier | @ Dallas         | D 95-103        | Carmelo Anthony (30)    | Willy Hernangómez (16) | Trois joueurs (3)     | American Airlines Center  | 20 - 27 |
| 48    | 27 janvier | Charlotte        | V 110-107       | Porziņģis, Anthony (18) | Carmelo Anthony (11)   | Lee, Rose (4)         | Madison Square Garden     | 21 - 27 |
| 49    | 29 janvier | @ Atlanta        | D 139-142 (OT4) | Carmelo Anthony (45)    | Joakim Noah (14)       | Brandon Jennings (11) | Philips Arena             | 21 - 28 |
| 50    | 31 janvier | @ Washington     | D 101-117       | Carmelo Anthony (26)    | Willy Hernangómez (14) | Willy Hernangómez (4) | Verizon Center            | 21 - 29 |

| Match               | Date match  | Équipe          | Score     | Meilleur marqueur       | Meilleur rebondeur        | Meilleur passeur      | Lieux Spectateurs       | Série   |
| ------------------- | ----------- | --------------- | --------- | ----------------------- | ------------------------- | --------------------- | ----------------------- | ------- |
| 51                  | 1er février | @ Brooklyn      | V 95-90   | Kristaps Porziņģis (19) | Willy Hernangómez (16)    | Brandon Jennings (10) | Barclays Center         | 22 - 29 |
| 52                  | 4 février   | Cleveland       | D 104-111 | Brandon Jennings (23)   | Kristaps Porziņģis (8)    | Brandon Jennings (10) | Madison Square Garden   | 22 - 30 |
| 53                  | 6 février   | L.A. Lakers     | D 107-121 | Carmelo Anthony (26)    | Willy Hernangómez (13)    | Anthony, Jennings (5) | Madison Square Garden   | 22 - 31 |
| 54                  | 8 février   | L.A. Clippers   | D 115-119 | Carmelo Anthony (28)    | Anthony, Hernangómez (9)  | Derrick Rose (8)      | Madison Square Garden   | 22 - 32 |
| 55                  | 10 février  | Denver          | D 123-131 | Carmelo Anthony (33)    | Anthony, O'Quinn (6)      | Brandon Jennings (13) | Madison Square Garden   | 22 - 33 |
| 56                  | 12 février  | San Antonio     | V 94-90   | Carmelo Anthony (25)    | Willy Hernangómez (9)     | Courtney Lee (5)      | Madison Square Garden   | 23 - 33 |
| 57                  | 15 février  | @ Oklahoma City | D 105-116 | Carmelo Anthony (30)    | Willy Hernangómez (10)    | Derrick Rose (7)      | Chesapeake Energy Arena | 23 - 34 |
| All-Star Break 2017 |             |                 |           |                         |                           |                       |                         |         |
| 58                  | 23 février  | @ Cleveland     | D 104-119 | Courtney Lee (25)       | Hernangómez, O'Quinn (10) | Anthony, Lee (5)      | Quicken Loans Arena     | 23 - 35 |
| 59                  | 25 février  | Philadelphie    | V 110-109 | Carmelo Anthony (37)    | Willy Hernangómez (9)     | Kyle O'Quinn (5)      | Madison Square Garden   | 24 - 35 |
| 60                  | 27 février  | Toronto         | D 91-92   | Carmelo Anthony (24)    | Willy Hernangómez (9)     | Rose, O'Quinn (4)     | Madison Square Garden   | 24 - 36 |

| Match | Date match | Équipe          | Score     | Meilleur marqueur       | Meilleur rebondeur          | Meilleur passeur      | Lieux Spectateurs          | Série   |
| ----- | ---------- | --------------- | --------- | ----------------------- | --------------------------- | --------------------- | -------------------------- | ------- |
| 61    | 1er mars   | @ Orlando       | V 101-90  | Kristaps Porziņģis (20) | Anthony, Porziņģis (9)      | 3 joueurs (4)         | Amway Center               | 25 - 36 |
| 62    | 3 mars     | @ Philadelphie  | D 102-105 | Lance Thomas (21)       | Porziņģis, Thomas (7)       | Derrick Rose (5)      | Wells Fargo Center         | 25 - 37 |
| 63    | 5 mars     | Golden State    | D 105-112 | Derrick Rose (28)       | Kristaps Porziņģis (15)     | Kyle O'Quinn (5)      | Madison Square Garden      | 25 - 38 |
| 64    | 6 mars     | @ Orlando       | V 113-105 | Courtney Lee (20)       | Hernangómez, O'Quinn (8)    | Derrick Rose (6)      | Amway Center               | 26 - 38 |
| 65    | 8 mars     | @ Milwaukee     | D 93-104  | Derrick Rose (26)       | Willy Hernangómez (12)      | Derrick Rose (6)      | BMO Harris Bradley Center  | 26 - 39 |
| 66    | 11 mars    | @ Détroit       | D 92-112  | Kristaps Porziņģis (18) | Willy Hernangómez (9)       | Courtney Lee (5)      | The Palace of Auburn Hills | 26 - 40 |
| 67    | 12 mars    | @ Brooklyn      | D 112-120 | Carmelo Anthony (27)    | Porziņģis, Hernangómez (10) | Thomas, Porziņģis (4) | Barclays Center            | 26 - 41 |
| 68    | 14 mars    | Indiana         | V 87-81   | Carmelo Anthony (22)    | Willy Hernangómez (16)      | Hernangómez, Rose (4) | Madison Square Garden      | 27 - 41 |
| 69    | 16 mars    | Brooklyn        | D 110-121 | Kyle O'Quinn (23)       | Lance Thomas (10)           | Carmelo Anthony (5)   | Madison Square Garden      | 27 - 42 |
| 70    | 20 mars    | @ L.A. Clippers | D 105-114 | Porziņģis, Rose (18)    | Kristaps Porziņģis (11)     | Derrick Rose (5)      | Staples Center             | 27 - 43 |
| 71    | 22 mars    | @ Utah          | D 101-108 | Kristaps Porziņģis (24) | Willy Hernangómez (10)      | Derrick Rose (6)      | Vivint Smart Home Arena    | 27 - 44 |
| 72    | 23 mars    | @ Portland      | D 95-110  | Kristaps Porziņģis (18) | Kristaps Porziņģis (9)      | Baker, Lee (4)        | Moda Center                | 27 - 45 |
| 73    | 25 mars    | @ San Antonio   | D 98-106  | Hernangómez, Rose (24)  | Willy Hernangómez (13)      | Courtney Lee (7)      | AT&T Center                | 27 - 46 |
| 74    | 27 mars    | Détroit         | V 109-95  | Derrick Rose (27)       | Kristaps Porziņģis (8)      | Derrick Rose (6)      | Madison Square Garden      | 28 - 46 |
| 75    | 29 mars    | Miami           | D 88-105  | Kristaps Porziņģis (20) | Willy Hernangómez (9)       | Trois joueurs (3)     | Madison Square Garden      | 28 - 47 |
| 76    | 31 mars    | @ Miami         | V 98-94   | Kristaps Porziņģis (22) | Willy Hernangómez (12)      | Saša Vujačić (7)      | American Airlines Arena    | 29 - 47 |

| Match | Date match | Équipe       | Score     | Meilleur marqueur      | Meilleur rebondeur     | Meilleur passeur    | Lieux Spectateurs     | Série   |
| ----- | ---------- | ------------ | --------- | ---------------------- | ---------------------- | ------------------- | --------------------- | ------- |
| 77    | 2 avril    | Boston       | D 94-110  | Courtney Lee (16)      | Kyle O'Quinn (9)       | Courtney Lee (5)    | Madison Square Garden | 29 - 48 |
| 78    | 4 avril    | Chicago      | V 100-91  | Carmelo Anthony (23)   | Ndour, O'Quinn (12)    | Ron Baker (6)       | Madison Square Garden | 30 - 48 |
| 79    | 6 avril    | Washington   | D 103-106 | Carmelo Anthony (23)   | Hernangómez, Lee (8)   | Carmelo Anthony (4) | Madison Square Garden | 30 - 49 |
| 80    | 7 avril    | @ Memphis    | D 88-101  | Courtney Lee (16)      | Willy Hernangómez (10) | Ron Baker (7)       | FedEx Forum           | 30 - 50 |
| 81    | 9 avril    | Toronto      | D 97-110  | Willy Hernangómez (24) | Willy Hernangómez (11) | Ron Baker (8)       | Madison Square Garden | 30 - 51 |
| 82    | 12 avril   | Philadelphie | V 114-113 | Justin Holiday (20)    | Marshall Plumlee (11)  | Saša Vujačić (6)    | Madison Square Garden | 31 - 51 |

## Confrontations
| Conférence Est        | Conférence Est                             | Conférence Est                             | Conférence Est                             | Conférence Est                             | Conférence Ouest                           | Conférence Ouest                           | Conférence Ouest                           |
| Division Atlantique   | Division Atlantique                        | Division Atlantique                        | Division Atlantique                        | Division Atlantique                        | Division Nord-Ouest                        | Division Nord-Ouest                        | Division Nord-Ouest                        |
| Équipe                | Domicile                                   | Domicile                                   | Extérieur                                  | Extérieur                                  | Équipe                                     | Domicile                                   | Extérieur                                  |
| --------------------- | ------------------------------------------ | ------------------------------------------ | ------------------------------------------ | ------------------------------------------ | ------------------------------------------ | ------------------------------------------ | ------------------------------------------ |
| Boston                | 114-119                                    | 94-110                                     | 87-115                                     | 117-106                                    | Denver                                     | 123-131                                    | 114-127                                    |
| Brooklyn              | 110-96                                     | 110-121                                    | 95-90                                      | 112-120                                    | Minnesota                                  | 118-114                                    | 106-104                                    |
|                       |                                            |                                            |                                            |                                            | Oklahoma City                              | 103-112                                    | 105-116                                    |
| 76ers de Philadelphie | 110-109                                    |                                            | 97-98                                      | 102-105                                    | Portland                                   | 107-103                                    | 95-110                                     |
| Toronto               | 91-92                                      | 97-110                                     | 107-118                                    | 101-116                                    | Utah                                       | 109-114                                    | 101-108                                    |
|                       | 2–5                                        | 2–5                                        | 2–6                                        | 2–6                                        |                                            | 2–3                                        | 1–4                                        |
| Division              | 4–11                                       | 4–11                                       | 4–11                                       | 4–11                                       | Division                                   | 3–7                                        | 3–7                                        |
| Division Centrale     | Division Centrale                          | Division Centrale                          | Division Centrale                          | Division Centrale                          | Division Pacifique                         | Division Pacifique                         | Division Pacifique                         |
| Equipe                | Domicile                                   | Domicile                                   | Extérieur                                  | Extérieur                                  | Equipe                                     | Domicile                                   | Extérieur                                  |
| Chicago               | 104-89                                     | 100-91                                     | 117-104                                    |                                            | Golden State                               | 105-112                                    | 90-103                                     |
| Cleveland             | 94-126                                     | 104-111                                    | 88-117                                     | 104-119                                    | L.A. Clippers                              | 115-119                                    | 105-114                                    |
| Detroit               | 105-102                                    | 109-95                                     | 89-102                                     | 92-112                                     | L.A. Lakers                                | 107-121                                    | 118-112                                    |
| Indiana               | 118-111                                    | 87-81                                      | 109-123                                    | 109-103                                    | Phoenix                                    | 105-107                                    | 111-113 (OT)                               |
| Milwaukee             | 105-104                                    |                                            | 116-111                                    | 93-104                                     | Sacramento                                 | 106-98                                     | 103-100                                    |
|                       | 6–3                                        | 6–3                                        | 3–6                                        | 3–6                                        |                                            | 1–4                                        | 2–3                                        |
| Division              | 9–9                                        | 9–9                                        | 9–9                                        | 9–9                                        | Division                                   | 3–7                                        | 3–7                                        |
| Division Sud-Est      | Division Sud-Est                           | Division Sud-Est                           | Division Sud-Est                           | Division Sud-Est                           | Division Sud-Ouest                         | Division Sud-Ouest                         | Division Sud-Ouest                         |
| Equipe                | Domicile                                   | Domicile                                   | Extérieur                                  | Extérieur                                  | Equipe                                     | Domicile                                   | Extérieur                                  |
| Atlanta               | 114-94                                     | 107-108                                    | 98-102 (OT)                                | 139-142 (4OT)                              | Dallas                                     | 93-77                                      | 95-103                                     |
| Charlotte             | 113-111 (OT)                               | 110-107                                    | 102-107                                    |                                            | Houston                                    | 99-118                                     | 122-129                                    |
| Miami                 | 88-105                                     |                                            | 114-103                                    | 98-94                                      | Memphis                                    | 111-104                                    | 88-101                                     |
| Orlando               | 106-95                                     | 103-115                                    | 101-90                                     | 113-105                                    | La Nouvelle Orléans                        | 96-110                                     | 92-104                                     |
| Washington            | 110-113                                    | 103-106                                    | 112-119                                    | 101-117                                    | San Antonio                                | 94-90                                      | 98-106                                     |
|                       | 4–5                                        | 4–5                                        | 3–5                                        | 3–5                                        |                                            | 3–2                                        | 1–5                                        |
| Division              | 7–10                                       | 7–10                                       | 7–10                                       | 7–10                                       | Division                                   | 4–7                                        | 4–7                                        |
| Conférence            | 20–30 (Domicile : 12–13; Extérieur: 8–17)  | 20–30 (Domicile : 12–13; Extérieur: 8–17)  | 20–30 (Domicile : 12–13; Extérieur: 8–17)  | 20–30 (Domicile : 12–13; Extérieur: 8–17)  | Conférence                                 | 10–21 (Domicile : 6–9 ; Extérieur : 4–12)  | 10–21 (Domicile : 6–9 ; Extérieur : 4–12)  |
| Total                 | 30–51 (Domicile : 18–22; Extérieur: 12–29) | 30–51 (Domicile : 18–22; Extérieur: 12–29) | 30–51 (Domicile : 18–22; Extérieur: 12–29) | 30–51 (Domicile : 18–22; Extérieur: 12–29) | 30–51 (Domicile : 18–22; Extérieur: 12–29) | 30–51 (Domicile : 18–22; Extérieur: 12–29) | 30–51 (Domicile : 18–22; Extérieur: 12–29) |

### Conférence
| Conférence Est | Conférence Est          | Conférence Est | Conférence Est | Conférence Est | Conférence Est | Conférence Est | Conférence Est |
| No             | Franchise               | Vic.           | Déf.           | MJ             | MR             | V/D            | GB             |
| -------------- | ----------------------- | -------------- | -------------- | -------------- | -------------- | -------------- | -------------- |
| 1              | Celtics de Boston       | 53             | 29             | 82             | 0              | .646           | -              |
| 2              | Cavaliers de ClevelandT | 51             | 31             | 82             | 0              | .622           | 2              |
| 3              | Raptors de Toronto      | 51             | 31             | 82             | 0              | .622           | 2              |
| 4              | Wizards de Washington   | 49             | 33             | 82             | 0              | .598           | 4              |
| 5              | Hawks d'Atlanta         | 43             | 39             | 82             | 0              | .524           | 10             |
| 6              | Bucks de Milwaukee      | 42             | 40             | 82             | 0              | .512           | 11             |
| 7              | Pacers de l'Indiana     | 42             | 40             | 82             | 0              | .512           | 11             |
| 8              | Bulls de Chicago        | 41             | 41             | 82             | 0              | .500           | 12             |
|                |                         |                |                |                |                |                |                |
| 9              | Heat de Miami           | 41             | 41             | 82             | 0              | .500           | 12             |
| 10             | Pistons de Détroit      | 37             | 45             | 82             | 0              | .451           | 16             |
| 11             | Hornets de Charlotte    | 36             | 46             | 82             | 0              | .439           | 17             |
| 12             | Knicks de New York      | 31             | 51             | 82             | 0              | .378           | 22             |
| 13             | Magic d'Orlando         | 29             | 53             | 82             | 0              | .354           | 24             |
| 14             | 76ers de Philadelphie   | 28             | 54             | 82             | 0              | .341           | 25             |
| 15             | Nets de Brooklyn        | 20             | 62             | 82             | 0              | .244           | 33             |

### Division
| Division Atlantique   | V  | D  | MJ | V/D  | GB | Dom   | Ext   | Div  | Conf  |
| --------------------- | -- | -- | -- | ---- | -- | ----- | ----- | ---- | ----- |
| Celtics de Boston     | 53 | 29 | 82 | .646 | -  | 30-11 | 23-18 | 11-5 | 36-16 |
| Raptors de Toronto    | 51 | 31 | 82 | .622 | 2  | 28-13 | 23-18 | 14-2 | 34-18 |
| Knicks de New York    | 31 | 51 | 82 | .378 | 22 | 19-22 | 12-29 | 5-11 | 22-30 |
| 76ers de Philadelphie | 28 | 54 | 82 | .341 | 25 | 17-24 | 19-33 | 7-9  | 19-33 |
| Nets de Brooklyn      | 20 | 62 | 82 | .244 | 33 | 13-28 | 7-34  | 3-13 | 11-41 |

## Effectif actuel
| Knicks de New York Effectif actuel |    |                        |                      |                  |
| Entraîneur : Jeff Hornacek         |    |                        |                      |                  |
| Ailier                             | 7  | Drapeau des États-Unis | Carmelo Anthony (C)  | Syracuse         |
| Arrière, Ailier                    | 31 | Drapeau des États-Unis | Ron Baker            | Wichita State    |
| Pivot                              | 14 | Drapeau de l'Espagne   | Willy Hernangómez    | Espagne          |
| Arrière, Ailier                    | 8  | Drapeau des États-Unis | Justin Holiday       | Washington       |
| Meneur                             | 3  | Drapeau des États-Unis | Brandon Jennings     | Oak Hill Academy |
| Ailier                             | 91 | Drapeau de la Lituanie | Mindaugas Kuzminskas | Lituanie         |
| Arrière                            | 5  | Drapeau des États-Unis | Courtney Lee         | Western Kentucky |
| Ailier                             | 2  | Drapeau du Sénégal     | Maurice Ndour        | Ohio             |
| Pivot, Ailier fort                 | 13 | Drapeau de la France   | Joakim Noah          | Floride          |
| Ailier fort, Pivot                 | 9  | Drapeau des États-Unis | Kyle O'Quinn         | Norfolk          |
| Ailier fort, Pivot                 | 40 | Drapeau des États-Unis | Marshall Plumlee     | Duke             |
| Ailier fort, Pivot                 | 6  | Drapeau de la Lettonie | Kristaps Porziņģis   | Lettonie         |
| Meneur                             | 25 | Drapeau des États-Unis | Derrick Rose         | Memphis          |
| Ailier fort                        | 42 | Drapeau des États-Unis | Lance Thomas         | Duke             |
| Arrière                            | 18 | Drapeau de la Slovénie | Saša Vujačić         | Slovénie         |
| (C) - Capitaine, (AL) - - Blessé   |    |                        |                      |                  |

## Contrats et salaires 2016-2017
| Joueur               | Poste          | Âge            | Exp            | Contrat                 | Salaire 2016-2017 | fin du contrat |
| -------------------- | -------------- | -------------- | -------------- | ----------------------- | ----------------- | -------------- |
| Joueurs actuels      |                |                |                |                         |                   |                |
| Carmelo Anthony      | SF             | 32             | 13             | 124 064 681 $ sur 5 ans | 24 559 380 $      | 2019           |
| Ron Baker            | SG             | 23             | 0              | 543,471 $ sur 1 an      | 543,471 $**       | 2017           |
| Willy Hernangómez    | C              | 22             | 0              | 5 864 500 $ sur 4 ans   | 1 375 000 $       | 2020           |
| Justin Holiday       | PG             | 27             | 3              | 1 962 972 $ sur 2 ans   | 1 015 696 $       | 2017           |
| Brandon Jennings     | PF             | 27             | 7              | 5 000 000 $ sur 1 an    | 5 000 000 $       | 2017           |
| Mindaugas Kuzminskas | SF             | 27             | 0              | 5 926 410 $ sur 2 ans   | 2 898 000 $       | 2018           |
| Courtney Lee         | SG             | 31             | 8              | 48 003 340 $ sur 4 ans  | 11 242 000 $      | 2020           |
| Maurice Ndour        | PF             | 24             | 0              | 1 448 720 $ sur 2 ans   | 543,471 $         | 2018           |
| Joakim Noah          | C              | 31             | 9              | 72 590 000 $ sur 4 ans  | 17 000 000 $      | 2020           |
| Kyle O'Quinn         | PF             | 26             | 4              | 16 012 500 $ sur 4 ans  | 3 918 750 $       | 2019           |
| Marshall Plumlee     | PF             | 24             | 0              | 2 498 982 $ sur 3 ans   | 543,471 $         | 2017           |
| Kristaps Porziņģis   | PF             | 21             | 1              | 12 953 040 $ sur 2 ans  | 4 317 720 $       | 2019           |
| Derrick Rose         | PG             | 28             | 7              | 94 314 380 $ sur 5 ans  | 21 323 252 $      | 2017           |
| Lance Thomas         | SF             | 28             | 5              | 27 549 950 $ sur 4 ans  | 6 191 000 $       | 2020           |
| Saša Vujačić         | SG             | 32             | 9              | 1 410 598 $ sur 1 an    | 980,431 $         | 2017           |
| Total salaire        | Total salaire  | Total salaire  | Total salaire  | Total salaire           | 101 451 642 $     | -              |
| Joueurs coupés       | Joueurs coupés | Joueurs coupés | Joueurs coupés | Joueurs coupés          | 1 180 431 $       | -              |
|                      |                |                |                |                         |                   |                |
| Total                | Total          | Total          | Total          | Total                   | 102 632 073 $     | Différence     |
| Salary Cap           | Salary Cap     | Salary Cap     | Salary Cap     | Salary Cap              | 94 143 000 $      | - 8 489 073 $  |
| Luxury Tax           | Luxury Tax     | Luxury Tax     | Luxury Tax     | Luxury Tax              | 113 287 000 $     | 10 654 927 $   |

- 2017 = Agent libre en fin de saison.
- 2017 = Agent libre restreint en fin de saison.
- *Contrat non garanti.
- **Contrat partiellement garanti.

## Transferts

### Échanges
| Juin         | Juin                                                                                | Juin                                                                      | Juin                   |
| ------------ | ----------------------------------------------------------------------------------- | ------------------------------------------------------------------------- | ---------------------- |
| 22 juin 2016 | Échange à deux équipes                                                              | Échange à deux équipes                                                    | Échange à deux équipes |
| 22 juin 2016 | Vers Knicks de New York - Derrick Rose - Justin Holiday - Second tour de draft 2017 | Vers Bulls de Chicago - Robin Lopez - Jerian Grant - José Manuel Calderón | [ 2 ]                  |

### Joueurs qui re-signent
| Joueur       | Contrat                           | Référence |
| ------------ | --------------------------------- | --------- |
| Lance Thomas | Contrat de 27 500 000 $ sur 4 ans | [ 3 ]     |
| Saša Vujačić | Contrat de 1 410 598 $ sur 1 an   | [ 4 ]     |

#### Options joueur et équipe
| Joueur            | Option                                                                                               |
| ----------------- | --- |
| Arron Afflalo     | Décline son option joueur de 8 000 000 $ pour la saison 2016-2017 et devient agent libre.            |
| Cleanthony Early  | New York décline la Qualifying Offer de 1 180 431 $ pour la saison 2016-2017 et devient agent libre. |
| Langston Galloway | New York décline la Qualifying Offer de 2 725 003 $ pour la saison 2016-2017 et devient agent libre. |
| Derrick Williams  | Décline son option joueur de 4 600 000 $ pour la saison 2016-2017 et devient agent libre.            |

### Arrivés
| Joueur               | Contrat                           | Provenance                | Référence |
| -------------------- | --------------------------------- | ------------------------- | --------- |
| Ron Baker            | Contrat de 543,471 $ sur 1 an     | Shockers de Wichita State | [ 5 ]     |
| Willy Hernangómez    | Contrat de 5 764 500 $ sur 4 ans  | Real Madrid               | [ 6 ]     |
| Brandon Jennings     | Contrat de 5 000 000 $ sur 1 an   | Magic d'Orlando           | [ 7 ]     |
| Mindaugas Kuzminskas | Contrat de 5 926 410 $ sur 2 ans  | Unicaja Málaga            | [ 8 ]     |
| Courtney Lee         | Contrat de 50 000 000 $ sur 4 ans | Hornets de Charlotte      | [ 7 ]     |
| Maurice Ndour        | Contrat de 1 448 720 $ sur 2 ans  | Real Madrid               | [ 9 ]     |
| Joakim Noah          | Contrat de 72 000 000 $ sur 4 ans | Bulls de Chicago          | [ 7 ]     |
| Marshall Plumlee     | Contrat de 543,471 $ sur 1 an     | Blue Devils de Duke       | [ 10 ]    |

### Départs
| Joueur           | Raison départ | Nouvelle équipe ¹    | Référence |
| ---------------- | ------------- | -------------------- | --------- |
| Arron Afflalo    | Agent libre   | Kings de Sacramento  | [ 11 ]    |
| Derrick Williams | Agent libre   | Heat de Miami        | [ 12 ]    |
| Tony Wroten      | Libéré        | Grizzlies de Memphis | ,         |

¹ Il s'agit de l’équipe pour laquelle le joueur a signé après son départ, il a pu entre-temps changer d'équipe ou encore de pays.